# Eumayria floridana
Eumayria floridana är en stekelart som beskrevs av William Harris Ashmead 1887.
Eumayria floridana ingår i släktet Eumayria och familjen gallsteklar. Inga underarter finns listade i Catalogue of Life.